# Приймак (родина)
Прийма́к, зменшено-пестлива форма приймаче́нько, у випадку жінки прийма́чка — стороння людина, прийнята в родину на певних умовах. В українському контексті існує два визначення терміна:
- чоловік, прийнятий у дім дружини[1]. У цьому значенні в західних областях вживалося також слово при́ста́ш[2].
- хлопець/дівчина, яких усиновили/удочерили й які, відповідно, живуть та виховуються у прийомній родині[1].

## Види
Приймаки, принаймні у XVIII — другій половині XIX ст., були таких видів:
1. з волі батьків (з примусу);
2. за бажанням;
3. на запрошення.

У першому випадку положення зятя було подібним до найманого працівника. Зять не був головою в сім'ї, а тому ставлення до нього з боку громадськості було здебільшого зневажливим. У третьому випадку зятя запрошували найчастіше, коли не було голови сім'ї. Тоді ним ставав зять. За бажанням та за запрошенням найчастіше схвалювалося громадою. В цілому ж ставлення до приймака зумовлювалося як тією роллю, яку він відігравав у господарстві, так і певними нормами звичаєвого права, що захищали його інтереси.
У Галичині приймаками також називали молоду пару, — як правило, без землі, а нерідко й без батьків, яких бездітна пара в літах брала до себе. При цьому приймаки зобов'язувалися доглядати людей, що дали їм притулок, а в разі їхньої смерті успадковували майно.
Серед лемків приймаками вважали лише сиріт, яких брали на утримання. Там же, а також у Поліссі практикувалося так зване багатоприймацтво: кілька дочок приводили на подвір'я батьків своїх чоловіків. Це траплялося переважно тоді, коли батьки не мали синів.

## В українському фольклорі
Є чимало сюжетів в українському фольклорі, де приймаки висвітлюються в основному негативно. В народній уяві приймак — це здебільшого бідолашний, якому варто поспівчувати.
Тому й склалося прислів'я: «Приймацький хліб — собацький», а коли бачили собаку без хвоста, то казали на нього: «У приймах був».
Щоправда, якщо приймакові вдавалося настояти на своєму, то примовляли: «Оце приймак — усім хвоста повідкушує!».